# Кота (Айті)

Ко́та (яп. 幸田町, こうたちょう, МФА: [koːta t͡ɕoː]?) — містечко в Японії, в повіті Нуката префектури Айті. Розташоване в південній частині префектури. Отримало статус містечка 1952 року. Площа становить 56,78 км². Станом на 1 серпня 2011 року населення складало 38 251  осіб, густота населення — 674 осіб/км².   